# The Artist
«The Artist» (Артист, художник) — сингл гурту Silverstein з альбому «Rescue» 2011 року. Сингл був записаний 2010 року під лейблом Hopeless. Датою офіційного випуску синглу можня вважати 4 лютого, 2011, але за даними соц-мережі Last.fm сингл був завантажений 29 березня 2011  року. До пісні було відзнято відео, яке є схожим на кліп до одного з попередніх синглів «Sacrifice», відзняте під час гри гурту на одному з концертів в оточенні агресивних фанів.
Обкладинка синглу мало чим відрізняється від офіційної обкладинки альбому «Rescue». На зображенні показано птаха з ліхтарем у лапах та розправленими крилами, а замість назви альбому «Rescue» написано назву синглу «The Artist».

## Учасники запису
- Шейн Тольд — вокал, клавіші, гроулінг
- Нейл Бошарт — гітара
- Джош Бредфорт — ритм-гітара
- Біллі Хемільтон — бас, бек-вокал
- Пол Келер — ударні
- Брендон Морфі (учасник гурту «Counterparts»)